# Томаківка (Дніпровський район)
Тома́ківка — село в Україні, у Святовасилівській сільській територіальній громаді Дніпровського району Дніпропетровської області. Населення — 199 мешканців.

## Географія
Село Томаківка знаходиться за 4,5 км від села Новомар'ївка. По селу протікає висихний струмок з загатою.

## Визначні пам'ятки
Поблизу села знаходиться курганний могильник "Чекерезка" — археологічна пам’ятка національного значення, що свідчить про заселення цих територій ще в скіфські часи..

## Населення

### Мова
Розподіл населення за рідною мовою за даними перепису 2001 року:
| Мова       | Відсоток |
| ---------- | -------- |
| українська | 97,5 %   |
| білоруська | 1,5 %    |
| російська  | 1 %      |

## Відомі особистості
Безпалько Олександр Іванович — український військовик, учасник російсько-української війни.